# Terry Riley
Terry Riley (Colfax, Kalifornia, 1935. június 24. –) amerikai zeneszerző.

## Élete, munkássága
Őt tartják a minimalista zenei irányzat első igazi alkotójának. Saját műveinek megkomponálása előtt Riley tanulmányozta az Európán kívüli világ zenéjét, majd egy magnószalagokkal teli párizsi hangstúdióban igyekezett ezekkel a lehető legtöbbféle variációt kipróbálni. Két nagy hatású darabja, a Billentyűs tanulmányok és a C-dúrban volt. Jelentőségük inkább újdonságukban, semmint zenei értékükben van a kritikusok szerint.

## Hangfelvételek
- Persian Surgery Dervishes - Full Album, – Youtube.com, Közzététel: ?
- A Rainbow In Curved Air, – Youtube.com, Közzététel: 2017. ápr. 6.
- In C, – Youtube.com, Közzététel: 2017. dec. 20.
- Thursday Afternoon (61 Minute Version), – Youtube.com, Közzététel: 2014. márc. 16.